# Brachyericinae
Brachyericinae je skupina vyhynulých savců příbuzných ježkům. Byli jim podobní, přesto se vyčleňují do zvláštní podčeledi. Jsou známy z fosílií ze Severní Ameriky a z Asie. Asijský rod Synexallerix by mohl být příbuzný americkým zástupcům. Rod Postexallerix je považován za nejspecializovanějšího asijského brachyericina.

## Druhy
- Brachyerix macrotis (miocén, Severní Amerika)
- Brachyerix richi (miocén, Severní Amerika)[2]
- Metechinus (miocén, Severní Amerika)
- Scymnerix tartareus (oligocén, Mongolsko, řazen do zvláštního tribu Scymnericini)[3]
- Exallerix manahan (spodní oligocén, Mongolsko)
- Exallerix gaolanshanensis (pozdní oligocén, Čína) – dříve byl řazen do rodu Metexallerix, který však není platný
- Synexallerix otus (spodní miocén, východní Kazachstán)
- Postexallerix securis (spodní miocén, Mongolsko)
- Postexallerix mustelidens (střední miocén, Mongolsko)
- "Metexallerix" junggarensis (spodní miocén, Čína) – dnes se řadí do rodu Synexallerix